# Petéquia
Uma petéquia é um pequeno ponto vermelho no corpo (na pele ou mucosas), causado por uma pequena hemorragia de vasos sanguíneos. Em contraste com outras manchas na pele, as petéquias não somem ou clareiam quando são pressionadas.
A causa mais comum de petéquias é o trauma físico, por exemplo, acessos de tosse severos, vômito e choro, que pode resultar em petéquias faciais, especialmente ao redor dos olhos. Nesses casos, as petéquias são completamente inofensivas e geralmente desaparecem dentro de alguns dias. A petéquia pode ser um sinal de trombocitopenia (baixa contagem de plaquetas). Também pode ocorrer quando a função das plaquetas estiver inibida (como um efeito colateral de medicações ou em certas infecções).
A petéquia em adultos deve ser sempre rapidamente investigada. Ela pode ser interpretada como uma vasculite, uma inflamação de vasos sanguíneos, que requer tratamento imediato para prevenir danos permanentes. Algumas condições malignas também podem desencadear o aparecimento de petéquias. As petéquias devem ser investigadas por um profissional de saúde competente para que se possa excluir causas graves. Os dermatologistas podem ser os especialistas mais adequados nestas condições, porque eles podem identificar com mais facilidade se a condição é uma petéquia ou outras alterações semelhantes.
A significância da petéquia em crianças depende do contexto clínico em que elas se encontram. Podem estar relacionadas à infecções virais e, nesse caso, não são necessariamente sinal de doença grave. Entretanto, associadas a outros sintomas podem indicar doenças potencialmente sérias, como meningococemia, leucemia ou algumas causas de trombocitopenia. Assim, sua presença não deve ser ignorada.

## Condições associadas
- Febre hemorrágica boliviana
- Febre maculosa
- Febre hemorrágica da Crimeia-Congo
- Sífilis congênita
- Dengue
- Doença de Dukes
- Ebola
- Endocardite
- H1N1
- Hantavirose
- Mononucleose infecciosa
- Tifo
- Vírus de Marburg
- Sindrome de Kawasaki
- Tifo[2]
- Febre maculosa
- Meningite
- Infecção pelo VIH/SIDA

Condições não infecciosas
- Hipocalcemia
- Púrpura Trombocitopênica Idiopática
- Leucemia
- Anemia aplástica
- Deficiências energéticas e proteicas em crianças, como Kwashiorkor ou Marasmus
- Eritroblastose fetal
- Púrpura de Henoch-Schönlein
- Síndrome de Kawasaki
- Doença de Schamberg

## Forense
Petéquias em face e na conjuntiva são sinais de morte por asfixia. Acredita-se que resultem do aumento da pressão venosa na cabeça e do dano ao endotélio resultante de hipóxia. 